# Pseudopiptadenia
Genre
Pseudopiptadenia est un genre de plantes à fleurs dicotylédones de la famille des Fabaceae, sous-famille des Mimosoideae, originaire d'Amérique du Sud et d'Amérique centrale, qui comprend une dizaine d'espèces acceptées.

## Liste d'espèces
Selon The Plant List (28 novembre 2018) :
- Pseudopiptadenia bahiana G.P.Lewis & M.P.Lima
- Pseudopiptadenia brenanii G.P.Lewis & M.P.Lima
- Pseudopiptadenia colombiana (Britton & Killip) G.P.Lewis
- Pseudopiptadenia contorta (DC.) G.P.Lewis & M.P.Lima
- Pseudopiptadenia inaequalis (Benth.) Rauschert
- Pseudopiptadenia leptostachya (Benth.) Rauschert
- Pseudopiptadenia pittieri (Harms) G.P.Lewis
- Pseudopiptadenia psilostachya (DC.) G.P.Lewis & M.P.Lima
- Pseudopiptadenia schumanniana (Taub.) G.P.Lewis & M.P.Lima
- Pseudopiptadenia suaveolens (Miq.) J.W. Grimes
- Pseudopiptadenia warmingii (Benth.) G.P.Lewis & M.P.Lima